# Lex Falcidia
Lex Falcidia – rzymska uchwała podjęta na wniosek trybuna plebejskiego Publiusza Falcydiusza w 40 p.n.e. Uchwała postanawiała, że testator mógł wydać na zapisy testamentowe (legatum) maksymalnie 3/4 majątku spadkowego, pozostała część miała przypaść dziedzicowi.